# 克雷斯尼克
克雷斯尼克（Kresnik 或 Krsnik）是在斯洛文尼亚和克罗地亚一带的吸血鬼猎人，能在晚上变成各种动物，名字来源于十字架。

## 参看
- 吸血鬼猎人

## 资料来源
1. ↑  Perkowski, Jan L. The Darkling: A Treatise on Slavic Vampirism. Columbus, Ohio: Slavica Publishers, 1989.

- 森野たくみ　『Truth In Fantasy 32　ヴァンパイア 吸血鬼伝説の系譜』　ISBN 4-88317-296-1　新紀元社　1997年12月24日
- 草野巧　『幻想動物事典』　ISBN 4-88317-283-X　新紀元社　1997年5月3日